# Групове кільце
Групове кільце — кільце, що є водночас вільним модулем, яке можна побудувати за даним кільцем та даною групою. Неформально кажучи, групове кільце {\displaystyle K[G]} — це вільний модуль над кільцем {\displaystyle K}, базис якого перебуває в бієктивній відповідності до елементів групи {\displaystyle G}, множення базисних елементів визначається як множення елементів групи, а на інші елементи множення «поширюється за лінійністю».
Апарат групових кілець особливо корисний у теорії представлень груп.

## Визначення
Нехай {\displaystyle K} — кільце, а {\displaystyle G} — група. Тоді груповим кільцем {\displaystyle K[G]} називають множину скінченних формальних сум вигляду {\displaystyle \alpha =\sum _{g\in G}a_{g}g,\quad a_{g}\in K}, які додаються та множаться в такий спосіб: Якщо {\displaystyle \alpha =\sum _{g\in G}a_{g}g,\ \beta =\sum _{g\in G}b_{g}g}, то
{\displaystyle \alpha +\beta =\sum _{g\in G}(a_{g}+b_{g})g}
{\displaystyle \alpha \cdot \beta =\sum _{g\in G}\left(\sum _{xy=g, \atop x,y\in G}a_{x}b_{y}\right)g} .

## Властивості
- Якщо {\displaystyle K} і {\displaystyle G} комутативні, то {\displaystyle K[G]} комутативне.
- Якщо {\displaystyle K} — кільце з одиницею, то {\displaystyle K[G]} — кільце з одиницею.
- Вкладення {\displaystyle G} в {\displaystyle K[G]} утворює базис групового кільця.
- Якщо {\displaystyle H} — підгрупа {\displaystyle G}, то {\displaystyle K[H]} — підкільце кільця {\displaystyle K[G]}.
- Нехай {\displaystyle K} є полем, тоді кожному елементу {\displaystyle G} можна зіставити лінійне перетворення векторного простору {\displaystyle K[G]} — множення на відповідний базисний вектор зліва. Це зіставлення задає регулярне подання групи.